# Guadajoz (Carmona)
Guadajoz es una barriada del municipio español de Carmona, en la provincia de Sevilla, comunidad autónoma de Andalucía. Se encuentra situada a unos 12 kilómetros del centro urbano, estando ubicada la población entre el trazado ferroviario y el canal del Bajo Guadalquivir.

## Historia
La barriada fue levantada en época contemporánea cerca de un antiguo yacimiento arqueológico y del arroyo Guadajoz. En época reciente la historia de este lugar ha estado asociada estrechamente con el ferrocarril, tras la inauguración en 1876 de un ramal que enlazaba la línea Córdoba-Sevilla con Carmona. Ello convirtió a Guadajoz en un nudo ferroviario, que dispuso de su propia estación. Este nudo ferroviario se mantuvo en activo hasta la clausura del ramal en 1970.